# Copa Intercontinental da FIFA de 2025
A Copa Intercontinental da FIFA de 2025 será a segunda edição do novo formato do torneio anual de clubes do futebol masculino da Federação Internacional de Futebol (FIFA). O evento deste ano foi confirmado em março de 2025 pelo Conselho da FIFA para ser disputado em cinco datas no segundo semestre, sendo que ficaram definidas as datas das primeiras duas partidas - a Copa África-Ásia-Pacífico para 14 e 23 de setembro e, das últimas três partidas – o Dérbi das Américas, a Copa Challenger e a grande final respectivamente para os dias 10, 13 e 17 de dezembro. Será também a primeira vez que duas distintas competições masculinas de clubes organizadas pela FIFA terão edições no mesmo ano, o antigo torneio anual de clubes da FIFA e o primeiro Mundial de Clubes FIFA quadrienal com 32 equipes no meio do ano, vencido pelo Chelsea, o campeão da Copa Intercontinental da FIFA de 2021 segundo a entidade e o próprio clube vencedor dos dois torneios. Nesse ano, a FIFA nomeou as edições de 2000 em diante do antigo torneio anual como Copas Intercontinentais da FIFA no seu site. Unificando todos os torneios anuais desde 1960 como Intercontinentais em documento do torneio quadrienal que é chamado de Mundial de Clubes da FIFA, no site oficial da entidade em português, conforme aprovado pelo Conselho da FIFA em 2023.

## Formato
Conforme os regulamentos oficiais da FIFA, a Copa Intercontinental se subdivide em quatro etapas, a saber: Copa África-Ásia-Pacífico, Dérbi das Américas, Copa Challenger e a final da Copa Intercontinental propriamente dita.
- Copa África-Ásia-Pacífico: o vencedor da Liga dos Campeões da CAF de 2024–25 enfrenta o vencedor da Liga dos Campeões da OFC de 2025, em jogo único, com mando de campo para a equipe melhor posicionada no Ranking da FIFA, em um playoff. A equipe vencedora do playoff enfrenta o vencedor da Liga dos Campeões de Elite da AFC de 2024–25 em jogo único, com mando também definido pelo Ranking da FIFA. O vencedor dessa partida recebe o título de campeão da Copa África-Ásia-Pacífico de 2025 e se classifica para a Copa Challenger.[nota 1]
- Dérbi das Américas: o vencedor da Copa dos Campeões da CONCACAF de 2025 enfrenta o vencedor da Copa Libertadores da América de 2025, em jogo único e campo neutro. O vencedor dessa partida recebe o título de campeão do Dérbi das Américas de 2025 e se classifica para a Copa Challenger.
- Copa Challenger: o campeão da Copa África-Ásia-Pacífico enfrenta o campeão do Dérbi das Américas em jogo único e campo neutro. O vencedor dessa partida recebe o título de campeão da Copa Challenger de 2025 e se classifica para a final da Copa Intercontinental
- Final: o campeão da Copa Challenger enfrenta o vencedor da Liga dos Campeões da UEFA de 2024–25 em jogo único e campo neutro. O vencedor dessa partida recebe o título de campeão da Copa Intercontinental de 2025.

## Equipes classificadas
| Confederação                                       | Equipe                                             | Classificação                                           | Data de classificação                              |
| Disputa a partir da final da Copa Intercontinental | Disputa a partir da final da Copa Intercontinental | Disputa a partir da final da Copa Intercontinental      | Disputa a partir da final da Copa Intercontinental |
| -------------------------------------------------- | -------------------------------------------------- | ------------------------------------------------------- | -------------------------------------------------- |
| UEFA                                               | Paris Saint-Germain                                | Campeão da Liga dos Campeões da UEFA de 2024–25         | 31 de maio de 2025                                 |
| Disputa a partir da segunda fase                   |                                                    |                                                         |                                                    |
| CONCACAF                                           | Cruz Azul                                          | Campeão da Copa dos Campeões da CONCACAF de 2025        | 1 de junho de 2025                                 |
| CONMEBOL                                           | A definir                                          | Campeão da Copa Libertadores da América de 2025         | 29 de novembro de 2025                             |
| AFC                                                | Al-Ahli                                            | Campeão da Liga dos Campeões de Elite da AFC de 2024–25 | 3 de maio de 2025                                  |
| Disputa a partir da primeira fase                  |                                                    |                                                         |                                                    |
| CAF                                                | Pyramids                                           | Campeão da Liga dos Campeões da CAF de 2024–25          | 31 de maio de 2025                                 |
| OFC                                                | Auckland City                                      | Campeão da Liga dos Campeões da OFC de 2025             | 12 de abril de 2025                                |

## Partidas

### Primeira fase
| 14 de setembro | Pyramids | – | Auckland City | Estádio Internacional do Cairo, Cairo |
| 20:00 (UTC+2)  |          |   |               |                                       |

### Segunda fase
| 23 de setembro | Al-Ahli | Q1 | Vencedor da 1.ª fase | Cidade dos Esportes Rei Abdullah, Gidá |
| 20:00 (UTC+3)  |         |    |                      |                                        |

| 10 de dezembro | Cruz Azul | Q2 | Campeão da CONMEBOL | A definir |
|                |           |    |                     |           |

### Playoffda final
| 13 de dezembro | Vencedor da Q1 | – | Vencedor da Q2 | A definir |
|                |                |   |                |           |

### Final
| 17 de dezembro | Vencedor do playoff | – | Paris Saint-Germain | A definir |
|                |                     |   |                     |           |